# Marta Pérez Morales
Marta Pérez Morales (San Juan, Puerto Rico 1934-2004) hacedora de imágenes, pintora y maestra.  Integrante activa de la Asociación de Mujeres Artistas de Puerto Rico. Falleció en el 2004 en su residencia y taller del Viejo San Juan a los 70 años de edad.

## Vida y obra
Nació en Río Piedras, Puerto Rico en el 1934. Estudió un grado de Bachiller en Arte y Filosofía en Notre Dame College en Maryland donde fue becada por el vaticano para estudiar un año en Roma (1955). En 1977 estudió óleo y dibujo con el profesor Lonny Glück en Mission Renaissance, Hollywood, California. En Puerto Rico colaboró con el ceramista Hal Lasky de la Puerto Rican Pottery. Impartió clases de arte en la Administración de Veteranos y en la Universidad de Puerto Rico. Fue directora de arte en la Caribbean Consolidated Schools durante 14 años.
Su trabajo se caracteriza por imágenes y formas alegóricas en ocasiones surrealistas y que exaltan la femeneidad. Acompañan su obra los colores vivos y la naturaleza con algunas referentes mitológicos. También su obra refleja esos encuentros con otras filosofías de vida en ocasiones filosofías esotéricas, las cuales estudiaba la maestra y que le ayudaban a construir sus propias teorías:
"Debido al enredo político criollizante, nosotros los artistas debemos reconceptualizar la cultura porque es obvio que no estamos contentos con ella. Muchos artistas están desamparados, muertos de hambre, debido a los burócratas de las artes, críticos o historiadores, los cuales parecen no poder saltar el martirio del criollismo esquizoide. Hay una gran tardanza... deseamos una estética cultural de revestimiento como mecanismo de vigilancia de una cultura popular,  que a la vez es un acto de negación que sugiere una automarginación que nos confunde: el traje nuevo nos lo ponemos al revés de vez en cuando para disimular la mirada de reducción del saber lo de "afuera".
Marta se describe como: “...eminentemente celebratoria. Para mí, el arte es lo más sublime que existe y no creo que la angustia sea lo que lo valide” ella le da voz a sus personajes...
"Poco atraída por el simple recuento cronológico y esquemático de su vida- "eso cualquiera lo puede conocer con solo leer mi curriculum vitae", acota- Marta se funde poco a poco con sus personajes, como si quisiera invitarlos a la charla y prestarles su voz, como lo hace con su imagen de tamaño natural de Manuela, pintada sobre un diván. La dama en cuestión no es otra que Manuela Saenz, amante de Simon Bolivar y heroína antonomásica de Marta. "Siempre he admirado profundamente a Manuela, quien a pesar de que vivió a la sombra de una figura tan arropante como Bolívar, supo cincelar su propio espacio sin perder su identidad, en una época cuando la mujer estaba destinada a permanecer en un segundo plano (sic)."
Marta Perez trabajaba sobre diferentes superficies, igual pintaba sobre tela que sobre un gavetero de madera.
Algunas de sus obras son: Liberación (medio mixto sobre papel, 30"x 40"); Reina Sansiveria (acrílico sobre tela, 59" x 80) y Caballo de Troya para San Juan (acrílico sobre tela, 55" x 55" 1/4')

## Exhibiciones
Individuales post mortem
- 2009
  - Desde el Recuerdo, Galería Petrus, San Juan, Puerto Rico

Individuales
- 2003
  - Fábulas, Galería Petrus, San Juan, Puerto Rico

- 1999
  - Una Historia Inventada, parte III, Petrus Galeros, 10 de noviembre de 1999
- 1995
  - Exposición Marta Pérez en la Biblioteca Carnegie San Juan, Puerto Rico, 1 de mayo de 1995
- 1994
  - Exposición “Celebraciones” Galería Botello, noviembre de 1994- One woman Show
- 1992
  - Arte Sacro Actual- Gormley Gallery Baltimore Md., College of Notre Dame- Alma Mater
- 1987
  - Muestra de Arte: Convención de Puerto Rico Manufactures Association (PRMA) exhibiendo muestra para Fluor Daniel, septiembre de 1987
- 1987
  - Exhibición de Arte - Marta Pérez: Una Historia Inventada. Sala Principal de Exhibiciones, Convento de los Dominicos, 24 de septiembre de 1987
- 1987
  - Arte Marcos, 25 de junio de 1987
- 1980
  - Galería Eugenio, Viejo San Juan-One Woman Show

Exhibiciones Colectivas
- 1998
  - 100 años después...100 Artistas Contemporáneos, Presencia americana en la Isla, noviembre de 1998, Museo del Arsenal de la Puntilla
- 1997
  - Christie’s New York, Important Latin American Paintings, Sculpture and Colonial Works of Art
- 1995
  - V Bienal Internacional Salvador Valero Arte Popular, Universidad de Los Andes, Gobernación de Estado Trujillo, República de Venezuela
- 1993
  - Pequeño Formato “93” Galeria Luigi Marozzini
- 1992
  - Un Nouveau Regard Sur Les Caraibes: Paris, Francia; Guadalupe, Santo Domingo, Trinidad, Jamaica, Martinique
- 1992
  - IV Bienal Internacional de Poesía Visual, Pamplona Navarra, España
- 1992
  - La Tercera Raíz, Presencia Africana en Puerto Rico
- 1992
  - Homenaje a Ferrer, Homar Sánchez, Bonilla y Marta Pérez; Museo La Princesa, San Juan Puerto Rico
- 1985
  - Ateneo Puertorriqueño
- 1985
  - Obra Única sobre papel, Museo del Arsenal de la Puntilla
- 1984
  - Museo de Arte e Historia de San Juan
- 1984
  - Exposición de Arte: Semana Internacional de la Mujer, 4 al 11 de marzo de 1984
- 1983
  - Galeria Cayman, New York - Colectiva
- 1983
  - Rutgers University, New Jersey - Walt Whitman Center
- 1983
  - Lehigh University, Bethlehem, Pennsylvania
- 1983
  - Octavo Salón Nacional de Pinturas, Segunda Bienal del Grabado, Cuba, Museo Wilfredo Lam
- 1983
  - Primer Salón Dibujo- Instituto de Cultura de Puerto Rico

## Colecciones
- Colección de Sylvia Villafañe, representante y presidenta de la Asociación de Galerías de Arte de Puerto Rico.
- Colección Cafe Yaucono, San Juan, Puerto Rico
- Colección de la Cooperativa Seguros Múltiples de Puerto Rico, San Juan, Puerto Rico
- Colección del Museo de Arte de Puerto Rico, San Juan, Puerto Rico
- Colección de University of Mississsippi Museum, Mississippi

## Premios y distinciones
- 1985 Segundo premio en pintura, Salón de Arte Yaucono, San Juan P.R.
- 1983 Mención de Honor, VIII Salón UNESCO, Museo de Historia, Antropología y Arte de la Universidad de Puerto Rico Recinto de Rio Piedras
- 1955 Beca Papa Pio XII Roma, Italia 1955; Stein Burgler Arts and Crafts Award, Baltimore, Md